# Звичайне шоу
«Звичайне шоу» (англ. Regular Show) — американський анімаційний серіал створений Джей-Джі Квінтелом на замовлення телеканалу Cartoon Network перша серія якого вийшла на екрани 6 вересня 2010 року. Події серіалу зосереджені довкола життя двох друзів: синьої сойки на ім'я Мордекай і єнота Ріґбі, які працюють прибиральниками місцевого парку. Їх спроби уникнути роботи часто призводять до сюрреалістичних, екстремальних і часто навіть надприподних пригод. Під час цих поневірянь вони зазвичай використовують допомогу інших головних персонажів: Бенсона, Попса, Маслмена, Дай-П'ять Духа, Скіпса, Томаса, Маргарет, Айлін і СіДжея.
Багато з персонажів «Звичайного шоу» прийшли з фільмів, які Квінтел зняв під час навчання у Каліфорнійському інституті мистецтв. Квінтел розробив мультсеріал для участі у конкурсі телеканалу Cartoon Network «Cartoonstitute project», в якому молодим художникам було запропоновано створити пілот, який міг бути обраний для створення повноцінного мультсеріалу. Проекту дали зелене світло і 6 вересня 2010 року відбулася його прем'єра.
З самого початку показу «Звичайне шоу» стало хітом для Cartoon Network. Станом на травень 2013 року, щотижня телепередачу дивилося близько 2,5 мільйонів глядачів. Серіал отримав позитивні відгуки від критиків і чимало фанів серед підлітків та дорослих. За епізод «Eggscellent» (3 сезон, епізод 17) мультсеріал здобув премію «Еммі».
Було прийняте рішення, що восьмий сезон стане останнім для «Звичайного шоу».

## Сюжет
Серіал розповідає про щоденне життя двох 23-річних друзів, синьої сойки на ім'я Мордекай і єнота Ріґбі. Вони працюють прибиральниками у місцевому парку і проводять свої дні, уникаючи праці та намагаючись будь-яким чином розважитись. Це дратує їхнього боса Бенсона, який має тіло у вигляді автомата для жувальної гумки та колегу по роботі Скіпса (єті). Проте їх інший начальник Попс (з льодяником замість голови і непропорційним тілом) підтримує витівки хлопців та щиро вважає своїми друзями. Інші споівробітники парку — товстий, зелений чоловік Маслмен, привид на ім'я Дай-П'ять Дух та козел Томас.

## Створення
Ідея для створення «Звичайного шоу» з'явилася у Квінтела ще під час навчання у коледжі. Квінтел навчався в Каліфорнійському інституті мистецтв і багато з персонажів мультсеріалу вперше з'явилися у його студентських фільмах «The Naïve Man from Lolliland» (2005) і «2 in the AM PM» (2006). Обидва фільми були зняті завдяки грі «48-годинні фільми», за правилами якої студенти опівночі навмання витягують слова і мусять за вихідні на їх основі створити сценарій для кінострічки. Квінтел відвідував коледж разом з Туропом Ван Орманом та Пендлетоном Вардом, які пізніше працювали на Cartoon Network Studios разом з Квінтелом. Ван Орман створив «Дивовижні халепи Флепджека» (англ. The Marvelous Misadventures of Flapjack), а Вард є автором «Часу пригод» (англ. Adventure Time). Квінтел працював креативним директором мультсеріалів «Табір Лазло» і «Дивовижні халепи Флепджека». Пізніше він був запрошений до участі в конкурсі Cartoonstitute.

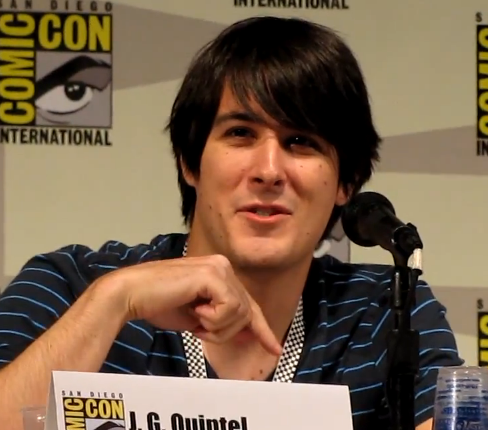
Джей-Джі Квінтел

Джей-Джі Квінтел повернувся до персонажів своїх ранніх фільмів, додав нових та створив пілот. Розкадрування пілоту сподобалося Крейґу МакКракену і Робу Рензетті. «Звичайне шоу» був один з двох пілотів, яким дали зелене світло до перетворення на повноцінний мультсеріал. Особистість і зовнішність Мордекая змальовано з Квінтела часів навчання в інституті, сам Квінтел це пояснює так: «Це той час, коли ти відриваєшся з друзям, потрапляєш у безглузді ситуації, але сприймаєш це досить серйозно». Образ Ріґбі був випадково вигаданий, коли автор малював єнота з хулахупом — так виник менш відповідальний друг Мордекая.
На створення серіалу Квінтела надихнули британські телепередачі та відеоігри. Всі епізоди малюються від руки, за розкадрівкою, створення одного епізоду займає не манше 9 місяців. Основна частина саундтреку серіалу складаєть з композицій Марка Мазербауха. На «Звичайне шоу» вплинули «Сімпсони» та «Бівис і Батхед», деякі стилістичні прийоми Квінтели запозичив зі своїх попередніх проектів. Відеоігри  Street Fighter, Shadowrun, ToeJam & Earl, в які Квінтел грав у дитинстві, знайшли своє відображення в серіалі. Інтерес автора до британського телебачення виник під впливом британських сусідів по кімнаті в коледжі, що суттєво вплинуло на гумор у «Звичайному шоу».

## Серії
Більшість епізодів «Звичайного шоу» тривають 11 хвилин, зазвичай їх об'єднують, щоб отримати півгодинну передачу. За 5 сезонів було створено і показано 153 епізоди. Перший сезон почався 6 вересня 2010 року, з епізоду «The Power» і закінчився 22 листопада 2010 епізодом «Mordecai and the Rigbys». Другий сезон почався 29 листопада 2010 з «Ello Gov'nor» і закінчився 1 серпня 2011 серією «Karaoke Video». Третій сезон вийшов на екрани 19 вересня 2011 з епізодом «Stick Hockey» і завершився 3 вересня 2012 «Bad Kiss». Показ четвертого сезону було розпочато 1 жовтня 2012, з 30-хвилинного епізоду «Exit 9B» і закінчився 12 серпня 2013 «Steak Me Amadeus». П'ятий сезон розпочався 2 вересня 2013 зі серії «Laundry Woes» і «Silver Dude», а закінчився 14 серпня 2014 епізодом «Real Date». Шостий сезон почався 9 жовтня 2014 серії «Maxin' and Relaxin'».
| Сезон | Епізоди | Початок показу    | Кінець показу     |
| ----- | ------- | ----------------- | ----------------- |
| 1     | 12      | 6 вересня 2010    | 22 листопада 2010 |
| 2     | 28      | 29 листопада 2010 | 1 серпня 2011     |
| 3     | 39      | 19 вересня 2011   | 3 вересня 2012    |
| 4     | 37      | 1 жовтня 2012     | 12 серпня 2013    |
| 5     | 40      | 2 вересня 2013    | 14 серпня 2014    |
| 6     | 31      | 9 жовтня 2014     | 25 червня 2015    |
| 7     | 39      | 26 червня 2015    | 30 червня 2016    |
| Фільм | Фільм   | 14 серпня 2015    | 14 серпня 2015    |
| 8     | 34      | 26 вересня 2016   | січень 2017       |

### Кросовери
Мордехай і Ріґбі з'явилися в епізоді "Напередодні піци" на каналі "Uncle Grandpa" разом з іншими персонажами мультфільмів Cartoon Network, що вийшли та закінчилися.  Мордехай, Ріґбі та Hi-Five Ghost з'явилися в невеликому епізоді "The Amazing World of Gumball" "The Boredom" разом з головними героями "Uncle Grandpa" та "Кларенс".  Мордехай та Hi-Five Ghost з'явилися в "OK KO!": Let's Be Heroes спеціальному випуску "Crossover Nexus", а персонаж, схожий на Мордехая, з'являється в епізоді "Кетчуп" серіалу "Час пригод".